# Clemente Primieri
Clemente Primieri (San Germano Chisone, 12 maggio 1894 – Sanremo, 15 febbraio 1981) è stato un generale italiano.

## Biografia
Giovanissimo entrò in Accademia Militare di Modena, terminata la quale venne assegnato al 2º Reggimento artiglieria da montagna "Friuli". Inviato al fronte durante la prima guerra mondiale, nel 1916 venne nominato capitano per meriti di guerra.

Nel 1936, come tenente colonnello, partecipò alla campagna di Etiopia; nel 1937 fu nominato comandante del 28º Reggimento Artiglieria della 4 Divisione fanteria Livorno.
Con l’entrata in guerra dell’Italia nel giugno 1940 è nominato Capo Ufficio Informazioni del Gruppo d'armate Ovest e partecipa alle operazioni sul fronte francese. Dal 10 novembre viene trasferito al Comando della 3 Divisione Fanteria “Ravenna” quale Capo di Stato Maggiore quindi, con le stesse funzioni, al comando del 5º Corpo d’Armata e il 6 aprile 1941 partecipa all'invasione della Jugoslavia. Promosso generale di brigata il 1 gennaio 1942, dal 5 febbraio seguente, assume il comando Artiglieria dell’XI° Corpo d’Armata, quindi dal 15 ottobre è nominato Capo di Stato Maggiore del Comando Superiore Forze Armate della 2ª Armata (Supersloda), sostituendo il generale De Blasio inviato in Russia.
Dal 7 agosto 1943 fu nominato comandante facente funzioni della 44 divisione fanteria Cremona, stanziata in Corsica.
A seguito dell'armistizio dell'8 settembre 1943, rimasto fedele al Governo italiano divenuto cobelligerante con forze angloamericane, sempre al comando della Divisione di Fanteria "Cremona", la quale, rientrata in Sardegna, con la riorganizzazione delle Forze armate italiane avvenuta il 23 luglio 1944, si trasformò in Gruppo di Combattimento "Cremona".
Nei primi mesi del 1945 partecipò con il suo Gruppo - avendo alle sue dipendenze anche una Brigata partigiana, la 28ª Brigata Garibaldi "Mario Gordini" comandata da Bulow -  ai combattimenti che contribuirono alla liberazione di diverse cittadine della Romagna, fino ad arrivare a Venezia il 2 maggio 1945.
Alla fine della guerra rimase al comando della nuova Divisione "Cremona", con sede a Torino.
Come generale passò al IV Corpo d'Armata alpino, diventandone Comandante dal luglio 1952 fino al 1954, per passare successivamente fino al 1957 al comando delle Forze Terrestri alleate Sud Europa, con sede a Verona.
Morì a Sanremo il 15 febbraio 1981. Giace nel cimitero di Camerlona (7 km a nord-ovest di Ravenna), insieme ai soldati del Gruppo di Combattimento "Cremona" caduti durante i combattimenti per la liberazione dell'Italia.

## Onorificenze
Medaglia di bronzo al valor militare 
-monte Cristallo 12 ottobre 1915
 Croce al merito di guerra al valore militare
- Pederobba 27 ottobre 1918
 Cavaliere dell'Ordine di Vittorio Veneto